# 吳玥
吳玥（1990年1月4日—），出生于中國，美國籍女子乒乓球運動員，曾獲得2015年泛美運動會乒乓球比賽雙料冠軍。她也参加了2016年夏季奥林匹克运动会。